# Иконный приказ
Иконный приказ — орган центрального управления в начале XVII века. Руководил царскими иконописными мастерскими, его преемником стал Приказ Соборного дела.
Наталья Фёдоровна Демидова, перечисляя в Советской исторической энциклопедии приказы XVI—XVII веков датировала Иконный приказ 1622−1653 годами, а также отдельно упоминала приказ Соборного дела датируя тот 1653 годом; В. Лисейцев, Н. М. Рогожин, Ю. М. Эскин в книге «Приказы Московского государства XVI—XVII вв.» разделяли Иконный приказ (датируя его 1621—1638 годами) и Приказ Соборного дела (датируя его 1642 и 1653)
В начале XVII века иконописцы находились в подчинении Аптекарского и Серебряного приказов и приказа Оружейной палаты. В начале 1620-х годов был создан отдельный Иконный приказ. «Приказы Московского государства XVI—XVII вв.» датировали это декабрём 1621 года. Вера Григорьевна Брюсова писала, что около 1620 года был создан Иконный приказ с Иконной палатой.
В Иконной палате собрали лучших мастеров иконописи. Среди них Прокопий Чирин, Бажен, Никифор и Назария Истомины. Иконный приказ выполнял заказы царского дворца и патриарха.

## Руководители[2]
- 5 декабря 1621 года — подьячий Вьялица Потемкин
- август 1630 года — март 1631 года — дьяк Иван Кол Тимофеев.
- 25 февраля 1637 года — 16 апреля 1638 года — окольничий Василий Иванович Стрешнев; подьячий Богдан Юрьев.
- 27 апреля 1638 года — князь Борис Александрович Репнин; подьячий Богдан Юрьев